# Causa de pedir
Causa de pedir, ou causa petendi em latim, denomina o conjunto de fatos e fundamentos jurídicos expostos na demanda e instrumentalizados na petição inicial, e é um dos três elementos da ação, juntamente com o pedido e as partes.

## Aspectos da causa de pedir
Normalmente pode-se distinguir dois aspectos na causa de pedir: um aspecto positivo - exemplo: um empréstimo - e um aspecto negativo - exemplo: o inadimplemento. O inadimplemento de um empréstimo enseja o dever de devolução, que pode ser cobrado judicialmente.

## Alteração da causa de pedir
De acordo com o artigo 329 do novo CPC, após a proposição da ação, a causa de pedir e o pedido poderão ser alterados ou aditados apenas em duas ocasiões:
1. Antes da citação do réu, independente do consentimento deste.
2. Após a citação do réu e antes do saneamento, desde que o réu consinta.

Não equivalem a alteração da causa de pedir:
1. Modificação de circunstância acidental.
2. Modificação de qualificação jurídica. Exemplo: o vício do negócio jurídico não é erro, mas dolo; como a consequência é a mesma (nulidade do negócio), não há alteração da causa petendi.
3. Modificação da base positiva. Exemplo: substituir um certo artigo por outro, mais adequado; ambos, porém, ensejam a mesma consequência jurídica.